# (1380) Volodia
(1380) Volodia es un asteroide que forma parte del cinturón de asteroides y fue descubierto por Louis Boyer el 16 de marzo de 1936 desde el observatorio de Argel-Bouzaréah, Argelia.

## Designación y nombre
Volodia recibió inicialmente la designación de 1936 FM.
Posteriormente, se nombró en honor de Vladimir «Volodia» Vesselovskij que nació el mismo día del descubrimiento.

## Características orbitales
Volodia está situado a una distancia media del Sol de 3,152 ua, pudiendo alejarse hasta 3,472 ua. Su inclinación orbital es 10,41° y la excentricidad 0,1015. Emplea 2044 días en completar una órbita alrededor del Sol.